# 斎藤伯好
斎藤 伯好（さいとう はくこう、1935年1月6日 - 2006年8月8日）は日本のSF翻訳家、作家。本名の読み方は「さいとう のりよし」。斉藤伯好、齋藤伯好などとも表記。日本ペンクラブ、日本SF作家クラブ、日本推理作家協会、少年文芸作家クラブ、日本児童文芸家協会、日本文芸家協会、各会員。 

## 略歴
東京府（現：東京都足立区千住河原町）で公務員の家庭に生まれる。英語を習い始めた小学6年生の時から翻訳家を志望。17歳の時、英語コンテストの懸賞翻訳で優勝し、賞金を獲得。特許事務所で産業英語の翻訳のアルバイトをしつつ、明治大学政治経済学部を卒業。
国家公務員試験（上級職）に合格し、1957年（22歳時）から38年間、運輸省に勤務（途中、内閣総理大臣官房、外務省などに出向もあり）。同省航空局、海運局、運輸大臣官房、内閣総理大臣官房などを経て、1975年国際機関・SEAPCENTRE東南アジア観光事務所長。1978年特殊法人国際観光振興会バンコク所長、1981年日本国有鉄道本社参事、1983年財団法人海事産業研究所次長。
吏員生活の傍ら矢野徹のもとで翻訳を修業し、約250冊の英文書籍を日本語に翻訳。ジェイムズ・ブリッシュによる、『宇宙大作戦』シリーズのノベライズの翻訳が多数ある。
この間、1963年には日本SF作家クラブの創立に参加。同年、米国のSF誌The Magazine of Fantasy & Science Fictionの6月号に星新一『ボッコちゃん』の英訳を掲載。また、同年、ドイル「マラコット海淵」で英文和訳の翻訳家としてプロデビュー。
60歳で退官し、専業翻訳家として独立。小説に『モコモコネコが空を飛ぶ』（岩崎書店）、『トロイメライ』（講談社）などがある。心筋梗塞で死去。

## 著書
- 『モコモコネコが空をとぶ』（岩崎書店、あたらしいSF童話 16） 1986.3
- 『トロイメライ』（講談社）

## 翻訳
- 『マラコット海淵』（The Maracot Deep(1927)、アーサー・コナン・ドイル、ハヤカワSFシリーズ） 1962.10、のち早川書房『世界SF全集3 ドイル』 1970.8
- 『深海の宇宙怪物』（The Kraken Wakes(Out of the Deeps) (1953)、ジョン・ウィンダム、岩崎書店、SF世界の名作3） 1966.10、のち岩崎書店、SFこども図書館3 1976.2
- 「最終進化」（The Last Evolution (1932)、ジョン・W・キャンベル・ジュニア、早川書房『世界SF全集31 - 世界のSF 古典編』） 1976
- 『魔性の森』（The Eighth Square(1973)、ハーバート・リーバーマン、角川書店、角川文庫） 1982.4
- 『タイムマシン28000年』 (R・カミングス、あかね書房、少年少女世界SF文学全集） 1982.10
- 『未知の地平線』（Beyond This Horizon(1948)、ロバート・A・ハインライン、ハヤカワ文庫SF） 1986.8
- 『ヨブ』（JOB: A Comedy of Justice(1984)、ロバート・A・ハインライン、早川書房、海外SFノヴェルズ） 1986.1、のちハヤカワ文庫SF 1995.8
- 『ロボコップ』 (ROBOCOP、エド・ナーハ、ハヤカワ文庫SF） 1987.11 - 映画のノベライズ
- 『カリートの道』（Carlito's Way (1975)、エドウィン・トレス、扶桑社ミステリー） 1994.4
- 『大富豪のペルシャ猫』（McNally's Luck (1992)、ローレンス・サンダース、ハヤカワ文庫NV） 1996.11 - 弁護士アーチー・マクナリー
- 『青い蝶の刺青』（McNally's Risk (1993)、ローレンス・サンダース、ハヤカワ文庫NV） 1997.5 - 弁護士アーチー・マクナリー
- 『こちら異星人対策局』（The Magnificent Wilf (1995)、ゴードン・R・ディクスン、ハヤカワ文庫SF） 1998.3
- 『宇宙戦争』（The War of the Worlds (1897)、H・G・ウェルズ、ハヤカワ文庫SF） 2005.4
- 『パンドラ効果』 (ジャック・ウィリアムスン、ハヤカワ文庫SF） 1981
- 『アイソトープ・マン』（チャールズ・エリック・メイン、ハヤカワ文庫SF） 1982
- 『ソーラー・フェニックス』（リチャード・S・マッケンロー、ハヤカワ文庫SF） 1987.9
- 『ジョージタウン殺人事件』（マーガレット・トルーマン、講談社、海外ミステリー） 1987.12
- 『ホワイトハウスの冷たい殺人』(エリオット・ルーズベルト、講談社、海外ミステリー） 1987.12
- 『運命の星フェンリル』上・下（クリストファー・ローリイ、ハヤカワ文庫SF） 1988.4
- 『暁のファーストフライト』（クリス・クレアモント、ハヤカワ文庫SF） 1990.4
- 『最後のゲーム』（J・アンダーウッド、講談社文庫） 1990.9
- 『ダラス暗殺未遂』上・下（ジョージ・ベアナウ、新潮文庫） 1990.9
- 『電脳麻薬ハンター』（ウィリアム・シャトナー、ハヤカワ文庫SF） 1991.1
- 『オメガ・コマンド』(ジョン・ランド、新潮文庫） 1992.3
- 『戦慄のアルファ計画』（ジョン・ランド、新潮文庫） 1993.3

### 宇宙大作戦 / スター・トレック
- 『暗闇の悪魔』（Star Trek 4 (1971)、ジェイムズ・ブリッシュ、ハヤカワ文庫SF、宇宙大作戦4） 1976.11
- 『メトセラへの鎮魂歌』（Star Trek 5 (1972)、ジェイムズ・ブリッシュ、ハヤカワ文庫SF、宇宙大作戦5）1978.1
- 『禁断のパラダイス』（Star Trek 6 (1972)、ジェイムズ・ブリッシュ、ハヤカワ文庫SF、宇宙大作戦6） 1978.4
- 『小惑星回避作戦』（Star Trek 7 (1972)、ジェイムズ・ブリッシュ、ハヤカワ文庫SF、宇宙大作戦7） 1979.3
- 『パイリスの魔術師』（Star Trek 8 (1972)、ジェイムズ・ブリッシュ、ハヤカワ文庫SF、宇宙大作戦8） 1979.11
- 『明日への帰還』（Star Trek 9 (1973)、ジェイムズ・ブリッシュ、ハヤカワ文庫SF、宇宙大作戦9） 1980.5
- 『最後（オメガ）の栄光』（Star Trek 10 (1974)、ジェイムズ・ブリッシュ、ハヤカワ文庫SF、宇宙大作戦10） 1981.4
- 『惑星ゴトスの妨害者』（Star Trek 11 (1975)、ジェイムズ・ブリッシュ、ハヤカワ文庫SF、宇宙大作戦11） 1981.6
- 『上陸休暇中止!』（Star Trek 12 (1977)、ジェイムズ・ブリッシュ、ハヤカワ文庫SF、宇宙大作戦12） 1981.8
- 『星なき世界』（ゴードン・エクランド、ハヤカワ文庫SF、宇宙大作戦） 1981
- 『マッドの天使たち』（J・A・ローレンス、ハヤカワ文庫SF、宇宙大作戦) 1985.2
- 『過去から来た息子』（A・C・クリスピン、ハヤカワ文庫SF、宇宙大作戦） 1985.6
- 『ロムランの罠』（M・S・マードック、ハヤカワ文庫SF、宇宙大作戦） 1986.2
- 『狂気の世界への旅』（スティーヴン・ゴールディン、ハヤカワ文庫SF、宇宙大作戦） 1987.1
- 『惑星ペリーの謎』（ジャック・C・ホールドマン2世、ハヤカワ文庫SF、宇宙大作戦） 1987.5
- 『クリンゴンの策略』（ロバート・E・ヴァーデマン、ハヤカワ文庫SF、宇宙大作戦) 1989.1
- 『エンタープライズの反乱』（ロバート・E・ヴァーデマン、ハヤカワ文庫SF、宇宙大作戦) 1989.5
- 『ファーポイントでの遭遇』（デイヴィッド・ジェロルド、ハヤカワ文庫SF、宇宙大作戦） 1989.7
- 『栄光の旅路』上・下（J・M・ディラード、ハヤカワ文庫SF、宇宙大作戦) 1990.9
- 『時の壁を超えて』上・下（A・C・クリスピン、ハヤカワ文庫SF、宇宙大作戦） 1992.8
- 『ヴァルカンの悪霊』（J・M・ディラード、ハヤカワ文庫SF、宇宙大作戦） 1993.2
- 『二重人間スポック!』（Spock Must Die! (1970)、ジェイムズ・ブリッシュ、ハヤカワ文庫SF、宇宙大作戦） 1973.2 - オリジナル小説
- 『新たなる航海』（Star Trek: The New Voyages (1976)、サンドラ・マーシャク, マーナ・カルブレス、ハヤカワ文庫SF） 1983.5 - アンソロジー
- 『続・新たなる航海』1 - 2（Star Trek: The New Voyages 2 (1978)、サンドラ・マーシャク, マーナ・カルブレス、ハヤカワ文庫SF） 1983.1 - アンソロジー
- 『スター・トレック2 カーンの逆襲』（Star Trek II: The Wrath of Khan (1982)、ヴォンダ・N・マッキンタイア、早川書房）

1982.12、のちハヤカワ文庫SF 1984.1 - 映画のノベライズ
- 『スター・トレック3 ミスター・スポックを探せ!』（Star Trek III: The Search for Spock (1984)、ヴォンダ・N・マッキンタイア、ハヤカワ文庫SF） 1984.6 - 映画のノベライズ
- 『閉鎖世界チャタリア』（World without End (1979)、ジョー・ホールドマン、ハヤカワ文庫SF、宇宙大作戦22） 1986.10
- 『スター・トレック4 故郷への長い道』（Star Trek IV: The Voyage Home (1986)、ヴォンダ・N・マッキンタイア、ハヤカワ文庫SF）

1987.3 - 映画のノベライズ
- 『ファースト・ミッション』上・下（Enterprise: The First Adventure (1986)、ヴォンダ・N・マッキンタイア、ハヤカワ文庫SF、宇宙大作戦25） 1988.6
- 『コロナ』（Star Trek: Corona (1984)、グレッグ・ベア、ハヤカワ文庫SF、宇宙大作戦26） 1988.10
- 『スター・トレック5 新たなる未知へ』（Star Trek V: The Final Frontier (1989)、J・M・ディラード、ハヤカワ文庫SF） 1990.1 - 映画のノベライズ
- 『スター・トレック6 未知の世界』（Star Trek VI: The Undiscovered Country (1991)、J.M.ディラード、ハヤカワ文庫SF） 1992.3
- 『惑星パトリアの抗争』（The Patrian Transgression (1994)、サイモン・ホーク、ハヤカワ文庫SF、宇宙大作戦34） 1995.9

### 「紅衣の公子コルム(Books of Corum)」シリーズ
- 『剣の騎士』（The Knight of The Swords (1971)、マイケル・ムアコック、ハヤカワ文庫SF） 1982.4
- 『剣の女王』（The Queen of The Swords (1971)、マイケル・ムアコック、ハヤカワ文庫SF） 1982.6
- 『剣の王』（The King of The Swords (1971)、マイケル・ムアコック、ハヤカワ文庫SF） 1982.10
- 『雄牛と槍』（The Bull and the Spear (1973)、マイケル・ムアコック、ハヤカワ文庫SF） 1983.12
- 『雄羊と樫』（The Oak and the Ram (1973)、マイケル・ムアコック、ハヤカワ文庫SF） 1984.2
- 『雄馬と剣』（The Sword and the Stallion (1974)、マイケル・ムアコック、ハヤカワ文庫SF） 1984.6
- 『剣の騎士』（ハヤカワ文庫SF） 2007.11 - 「剣の騎士」「剣の女王」「剣の王」の合本
- 『雄牛と槍』（ハヤカワ文庫SF） 2008.1 - 「雄牛と槍」「雄羊と樫」「雄馬と剣」の合本

### コーディー・シリーズ
- 『コーディー軍団始動す』（ジム・ケイス、講談社文庫、コーディー・シリーズ 1) 1988.10
- 『ハイチの亡霊を追いつめろ』（ジム・ケイス、講談社文庫、コーディー・シリーズ 2） 1988.12
- 『アメリカ大統領誘拐さる』（ジム・ケイス、講談社文庫、コーディー・シリーズ 3） 1989.2
- 『リビア 裏切りの砂漠』（ジム・ケイス、講談社文庫、コーディー・シリーズ 4） 1989.6

### 「銀河おさわがせ中隊」シリーズ
- 『銀河おさわがせ中隊』（ロバート・アスプリン、ハヤカワ文庫SF） 1992.2
- 『銀河おさわがせパラダイス』（ロバート・アスプリン、ハヤカワ文庫SF） 1993.6
- 『銀河おさわがせマネー』（ロバート・アスプリン, ピーター・J・ヘック共著、ハヤカワ文庫SF） 2000.5
- 『銀河おさわがせアンドロイド』（ロバート・アスプリン, ピーター・J・ヘック共著、ハヤカワ文庫SF） 2002.1
- 『銀河おさわがせドギー』（ロバート・アスプリン, ピーター・J・ヘック共著、ハヤカワ文庫SF） 2005.2

### 「若き女船長カイの挑戦(Vatta's War)」シリーズ
- 『栄光への飛翔』（Trading in Danger (2003)、エリザベス・ムーン、ハヤカワ文庫SF） 2005.8
- 『復讐への航路』（Marque and Reprisal (2004)、エリザベス・ムーン、ハヤカワ文庫SF） 2005.11
- 『明日への誓い』（Engaging the Enemy (2006)、エリザベス・ムーン、ハヤカワ文庫SF） 2006.11